# Giuseppe Campari

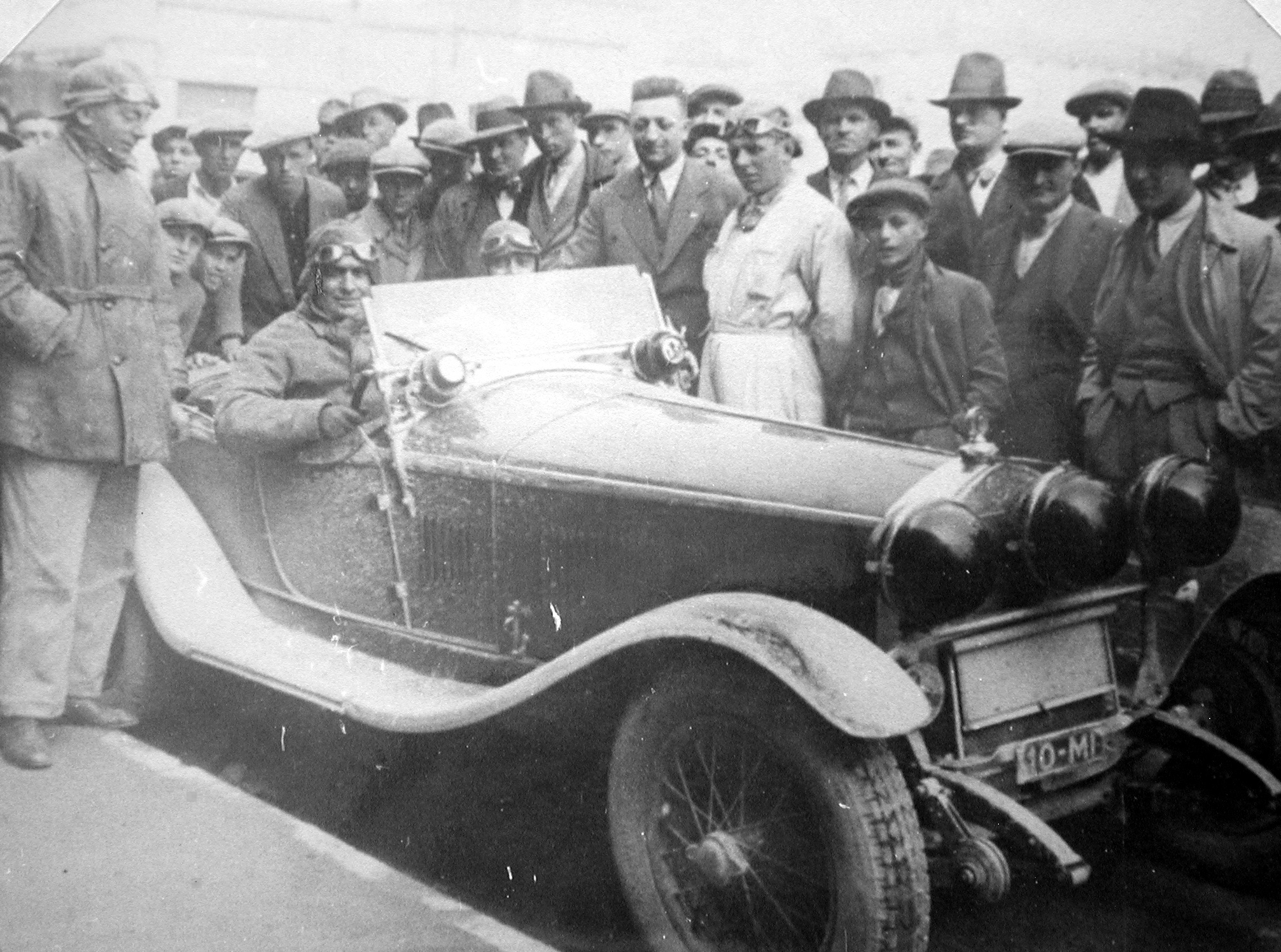
Giuseppe Campari sur Alfa Romeo 6C 1750 Compressore ; entouré d'Enzo Ferrari et d'Achille Varzi.

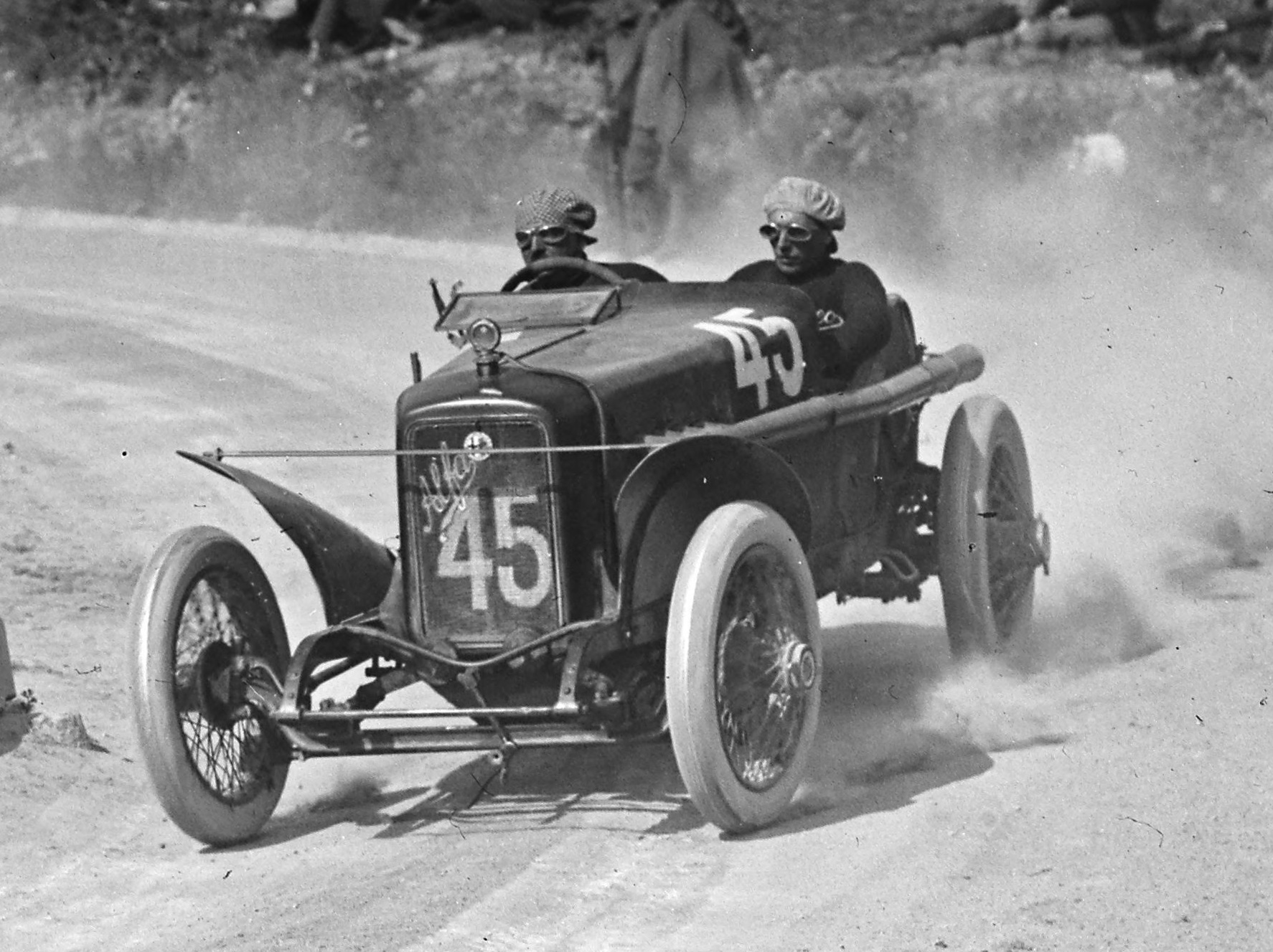
Campari à la Targa Florio 1922, sur Alfa Romeo 40-60 hp.

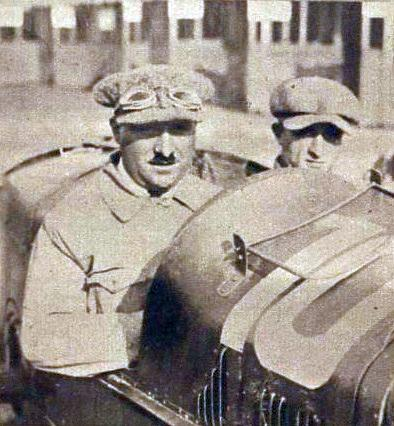
Giuseppe Campari, vainqueur du Grand Prix de France 1924 sur Alfa Romeo P2.

Giuseppe Campari, né le 8 juin 1892 à Graffignana, en Italie, et mort le 10 septembre 1933 sur le circuit de Monza, est un chanteur d'opéra, mais aussi et surtout un pilote automobile italien de Grand Prix.

## Biographie
Né au sud de Milan, il part travailler chez Alfa Romeo, ce qui le conduit à débuter en courses de côte. Dès 1914, il est quatrième de la Targa Florio à 21 ans. Puis la guerre arrive.
À la suite de l'armistice, il obtient son premier succès au circuit de Mugello en 1920 en Toscane, toujours pour Alfa Romeo.
En 1924, il fait partie-ainsi que Louis Wagner- des trois pilotes Alfa Romeo du Grand Prix de France, sur des voitures P2 équipées du fameux moteur de Vittorio Jano (avec notamment Antonio Ascari, qui décède la saison suivante lors de cette même épreuve). 
Campari obtient la première de ses trois victoires à la Coppa Acerbo 1927 pour Alfa Corsa, avec en prime le meilleur temps au tour en course.
En trois saisons, Campani effectue six courses estivales notables en terre irlandaise. Il dispute à Dublin à la mi juillet 1929 le premier Grand Prix d'Irlande, au Phoenix Park, devant plus de 100 000 spectateurs : il est alors touché à l'œil par un petit caillou alors qu'il est en tête, puis traité avec succès à l'hôpital (course gagnée par Boris Ivanowski, sur Alfa Romeo 6C 1500 SS). Un mois plus tard au circuit d'Ards près de Belfast, il obtient toujours en Sport une deuxième place au RAC Tourist Trophy, derrière la Mercedes-Benz SS de Rudolf Caracciola. La saison suivante Caracciola s'impose à Phoenix Park en juillet devant Campari, ce dernier terminant cinq semaines plus tard encore deuxième du RAC Tourist Trophy, mais cette fois derrière son équipier Tazio Nuvolari et, toujours à Ards (triplé de la marque Alfa Romeo en Sport complété par Achille Varzi). En 1931, Campari est encore deuxième associé à Giulio Ramponi de l'Eireann Cup de Dublin en juillet (derrière Henry Birkin), mais il n'est que sixième à Ards.
En 1930, Nuvolari et Campari sont associés pour remporter leur premier Grand Prix d'Italie, une victoire qui les rend héros nationaux, après trois victoires françaises dans cette course. Campari gagne alors aussi sa troisième Coppa Acerbo.
En 1933, il quitte Alfa Corse après vingt ans de présence pour devenir membre de l'équipe Maserati, avec Baconin Borzacchini et Luigi Fagioli. Il remporte ainsi son deuxième GP de l'ACF, mais à l'âge de 41 ans il décide de prendre sa retraite sportive à la fin de la saison.
Le 10 septembre 1933, à l'Autodromo Nazionale Monza, le GP du même nom (faisant suite au GP d'Italie) doit être sa dernière course. Tout en menant les débats d'entrée lors de la deuxième manche éliminatoire, Campari est tué sur le coup quand sa voiture s'écrase après un dérapage dans un virage sur une flaque d'huile ayant fui bien plus tôt du moteur de Carlo Felice Trossi (22 litres d'huile répandus sur la piste). Son second immédiat et équipier, Borzacchini, tente en vain de l'éviter alors qu'il lui a coupé la route, et meurt à son tour des suites de ses blessures à l'hôpital de Monza. La finale est malgré tout disputée mais le comte Stanisław Czaykowski s'écrase aussi au huitième tour, périssant dans l'incendie de sa voiture. Ce jour funeste, où trois pilotes décèdent, est connu en Italie comme le « Domenica Nera » (le « dimanche noir de Monza »). Le GP dit de Monza est arrêté durant près de quinze ans. Les trois hommes ont perdu la vie dans le banking (virage relevé pour grande vitesse) sud du circuit, réaménagé par des chicanes pour continuer à disputer le GP d'Italie à Monza dès 1934. Le circuit originel de 10 kilomètres a alors vécu, ayant perdu sa Vedano Curve.

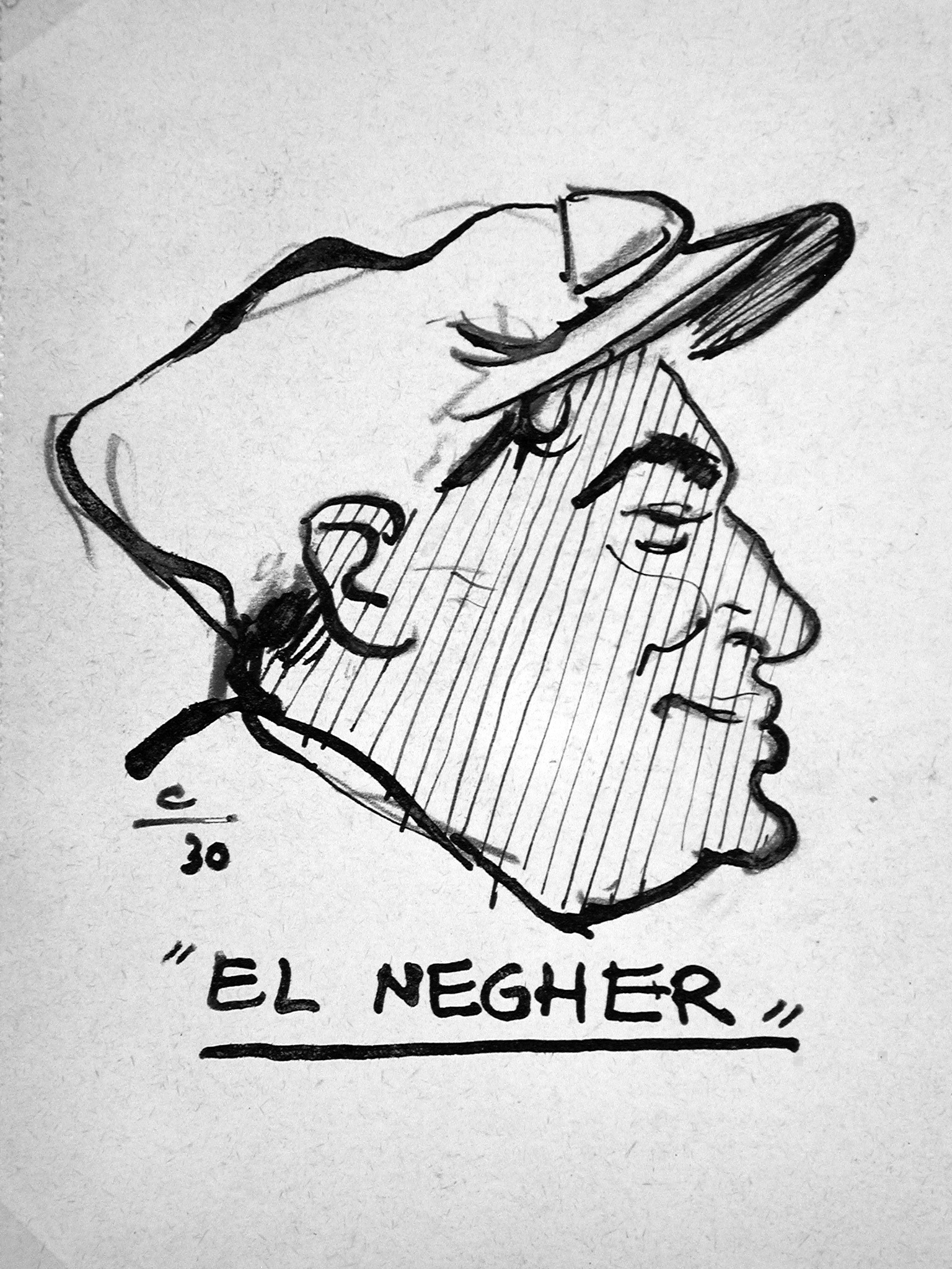
Caricature de Campari, datée de 1930.

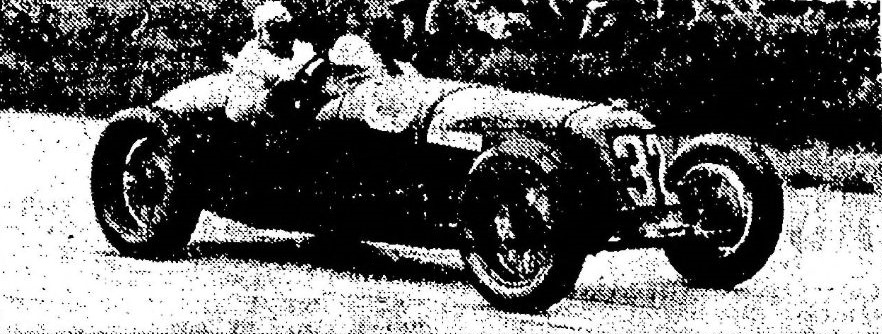
Giuseppe Campari, vainqueur du Grand Prix de France 1933, sur Maserati 8C-3000.

En plus de son engagement en course automobile, Campari avait deux autres passions : l'art culinaire, et l'opéra. Doté naturellement d'une voix de baryton, il prit des leçons de chant et, bien que toujours engagé en compétition, il commença à chanter de façon professionnelle (comme soprano mineur à Milan, dans le rôle d'El Negher).

## Palmarès

### Titres
- Champion d'Italie des conducteurs 1928 et 1931

### Victoires
- Course de côte Parma-Poggio di Berceto (4e, 53 000 km) en 1920[1]
- Circuit du Mugello en 1920 et 1921
- Course de côte Gempen (Basel, 6e, 5 600 km) en 1924
- Course de côte Montreux-Caux (2e, 5 960 km) en 1924[2]
- Grand Prix de l'ACF en 1924 et 1933
- Coppa Acerbo en 1927, 1928 et 1931
- Mille Miglia en 1928 et 1929 (les deux fois avec son compatriote Giulio Ramponi, spécialiste transalpin avant-guerre de courses d'endurance)
- Course de côte Vittorio Veneto-Cansiglio (5e, 14 800 km) en 1928
- Course de côte Susa - Moncenisio (11e, 22 100 km) en 1928[3]
- Grand Prix d'Italie en 1931
- 10 participations à la Targa Florio, classé six fois dans les cinq premiers, deuxième en 1928 sur Alfa Romeo 6C 1500 et troisième en 1921 sur Alfa 40/60 hp[4]
- Deuxième du GP de l'ACF en 1931, des RAC Tourist Trophy 1929 et 1930, de l'Eireann Cup du Grand Prix d'Irlande 1930 et 1931 et, troisième des Mille Miglia et du circuit de Caserte 1930[5]